# Velasco Ibarra (Guayas)

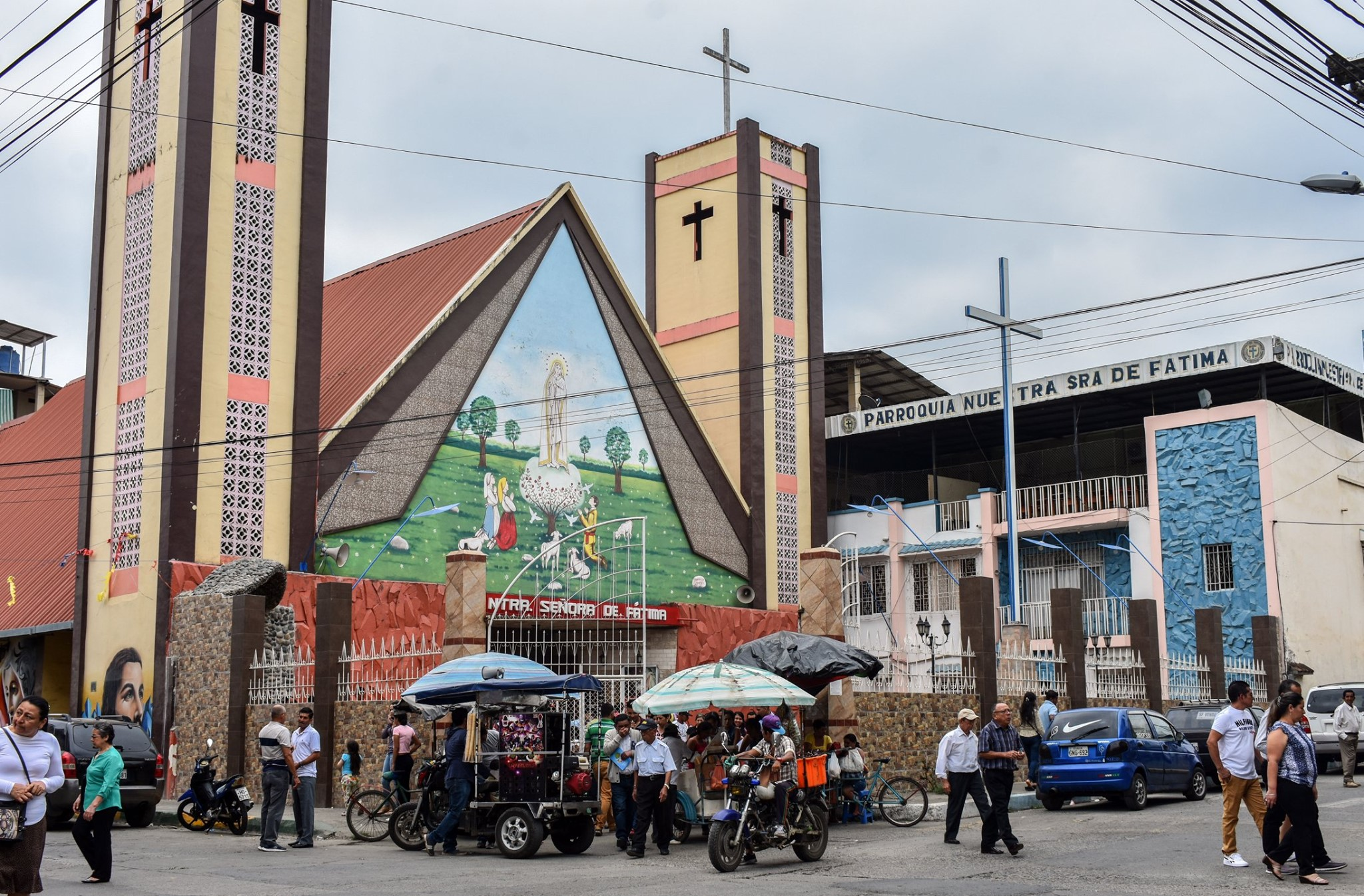
Kirche Nuestra Señora de Fátima

Velasco Ibarra, auch als El Empalme bekannt, ist eine Stadt und die einzige Parroquia urbana im Kanton El Empalme der ecuadorianischen Provinz Guayas. Die Parroquia besitzt eine Fläche von 174,3 km². Beim Zensus 2010 betrug die Einwohnerzahl der Parroquia 47.667. Davon lebten 35.686 Einwohner im urbanen Bereich von Velasco Ibarra.

## Lage
Die Parroquia Velasco Ibarra liegt im Tiefland im Norden der Provinz Guayas. Der Río Congo, ein linker Nebenfluss des Río Daule, durchquert das Gebiet in südwestlicher Richtung. Der Río Macul fließt entlang der östlichen Verwaltungsgrenze nach Süden. Die 73 m hoch gelegene Stadt Velasco Ibarra befindet sich knapp 130 km nordnordöstlich der Provinzhauptstadt Guayaquil sowie knapp 20 km westlich der Stadt Quevedo. Die Fernstraße E30 (Portoviejo–Quevedo) durchquert das Verwaltungsgebiet in östlicher Richtung und passiert dabei die Stadt Velasco Ibarra.
Die Parroquia Velasco Ibarra grenzt im Norden und im Nordosten an die Parroquia Guayas, im Südosten an die Provinz Los Ríos mit dem Municipio von Quevedo sowie dem Kanton Mocache, im Süden an den Kanton Balzar sowie im Westen an die Parroquia El Rosario.

## Demografie
Die Bevölkerung bestand 2010 zu 71,8 % aus Mestizen, zu 6,2 % aus Weißen, zu 0,2 % aus Indigenen, zu 8,4 % aus Afroecuadorianern, zu 13,0 % aus Montubio und zu 0,4 % aus sonstigen Ethnien. Die Alphabetisierungsrate lag bei 90,9 % der Bevölkerung.
| Zensusjahr | Einwohnerzahl |
| ---------- | ------------- |
| 1982       | 17.017        |
| 1990       | 24.112        |
| 2001       | 29.265        |
| 2010       | 35.686        |

## Geschichte
Die Parroquia Velasco Ibarra wurde am 27. Mai 1961 gegründet (Registro Oficial N° 224; Acuerdo Ministerial N° 787). Die Parroquia und die Stadt haben ihren offiziellen Namen von José María Velasco Ibarra, einem ecuadorianischen Politiker. Am 23. Juni 1971 wurde der Kanton El Empalme eingerichtet und Velasco Ibarra wurde eine Parroquia urbana und Sitz der Kantonsverwaltung.